# Чемпіонат України з футболу серед аматорів 2019—2020
Чемпіонат України з футболу серед аматорів 2019—2020 — 24-й чемпіонат України серед аматорів. Турнір тривав із 3 серпня 2019 року до 16 серпня 2020 року.

## Учасники та регламент змагань
33 команди, розділені на три групи, грають двоколовий турнір за круговою системою.
Після завершення групового етапу проводиться фінальна частина змагань у форматі плей-оф, до якого вийдуть 8 команд. Кожна зі стадій плей-оф складається з одного матчу. Фінальний матч відбудеться на нейтральному полі.
За підсумками фінального матчу визначається чемпіон і срібний призер чемпіонату. Команди, що вибули зі змагань на стадії 1/2 фіналу плей-оф, отримують звання бронзових призерів чемпіонату.
15 серпня 2019 року ФК «Малинськ» знявся зі змагань, результат матчу за його участю був анульований.
1 березня 2020 року «Тростянець-2» змінив назву на ФК «Тростянець».
19 червня 2020 року ФК «Чернігів» змінив назву на «Чернігів-ЮСБ», «Авангард» – на «Чернігів-Авангард», а «Рубікон-Вишневе» – на «Рубікон» та тепер представляє м. Київ.
| Група 1 | Група 2 | Група 3 |
| --- | --- | --- |
| - «Агрон» (Великогаївська ОТГ) - «Вотранс» (Луцьк) - «Епіцентр» (Дунаївці) - «Карпати-Енергетик» (Галич) - «Ковель-Волинь» (Ковель) - «Луцьксантехмонтаж-536» (Луцьк) - ФК «Малинськ» (с. Малинськ) - «Нива» (Теребовля) - ОДЕК (смт Оржів) - «Покуття» (Коломия) - «Світанок-Агросвіт» (с. Шляхова) | - «Авангард» (Корюківка) - «Агродім» (Бахмач) - «Атлет» (Київ) - ФК «Біла Церква» (Біла Церква) - «Вікторія» (смт Миколаївка) - «Дніпро» (Черкаси) - «ЛНЗ-Лебедин» (с. Лебедин) - «Олімпік» (Кропивницький) - МФК «Первомайськ» (Первомайськ) - «Рубікон-Вишневе» (Вишневе) - «Тростянець-2» (Тростянець) - ФК «Чернігів» (Чернігів) | - ФК «Вовчанськ» (Вовчанськ) - «Дніпро-1-Борисфен» (Дніпро) - «Зірка» (Кропивницький) - СК «Каховка» (Каховка) - «Кремінь-Юніор» (Кременчук) - «Легіонер» (Дніпро) - «Мотор» (Запоріжжя) - «Перемога» (Дніпро) - «Таврія» (смт Новотроїцьке) - «Яруд» (Маріуполь) |

## Груповий етап
| М  | Команда                 | І  | В  | Н | П  | РМ    | О  |
| -- | ----------------------- | -- | -- | - | -- | ----- | -- |
| 1  | ОДЕК                    | 18 | 15 | 2 | 1  | 45−15 | 47 |
| 2  | «Епіцентр»              | 18 | 12 | 3 | 3  | 36−20 | 39 |
| 3  | «Агрон»                 | 18 | 8  | 7 | 3  | 19−22 | 31 |
| 4  | «Карпати-Енергетик»     | 18 | 6  | 4 | 8  | 15−31 | 22 |
| 5  | «Світанок-Агросвіт»     | 18 | 6  | 1 | 11 | 18−12 | 19 |
| 6  | «Луцьксантехмонтаж-536» | 18 | 5  | 4 | 9  | 22−36 | 19 |
| 7  | «Вотранс»               | 18 | 5  | 4 | 9  | 12−20 | 19 |
| 8  | «Нива»                  | 18 | 4  | 4 | 10 | 14−16 | 16 |
| 9  | «Покуття»               | 18 | 4  | 1 | 13 | 14−17 | 13 |
| 10 | «Ковель-Волинь»         | 18 | 3  | 4 | 11 | 8−14  | 13 |
| —  | ФК «Малинськ»           | —  | —  | — | —  | —     | —  |

| М  | Команда             | І  | В  | Н | П  | РМ    | О  |
| -- | ------------------- | -- | -- | - | -- | ----- | -- |
| 1  | «Вікторія»          | 22 | 18 | 3 | 1  | 59−12 | 57 |
| 2  | «ЛНЗ-Лебедин»       | 22 | 17 | 4 | 1  | 54−13 | 55 |
| 3  | «Чернігів-Авангард» | 22 | 14 | 3 | 5  | 32−17 | 45 |
| 4  | ФК «Тростянець»     | 22 | 11 | 4 | 7  | 30−30 | 37 |
| 5  | «Чернігів-ЮСБ»      | 22 | 9  | 7 | 6  | 30−23 | 34 |
| 6  | «Рубікон»           | 22 | 8  | 7 | 7  | 25−36 | 31 |
| 7  | «Атлет»             | 22 | 8  | 3 | 11 | 32−45 | 27 |
| 8  | ФК «Біла Церква»    | 22 | 5  | 6 | 11 | 18−32 | 21 |
| 9  | «Дніпро»            | 22 | 6  | 3 | 13 | 22−48 | 21 |
| 10 | МФК «Первомайськ»   | 22 | 5  | 2 | 15 | 26−31 | 17 |
| 11 | «Агродім»           | 22 | 4  | 4 | 14 | 9−13  | 16 |
| 12 | «Олімпік»           | 22 | 2  | 0 | 20 | 19−56 | 6  |

| М  | Команда             | І  | В  | Н | П  | РМ    | О  |
| -- | ------------------- | -- | -- | - | -- | ----- | -- |
| 1  | «Таврія»            | 18 | 14 | 0 | 4  | 29−13 | 42 |
| 2  | ФК «Вовчанськ»      | 18 | 13 | 3 | 2  | 38−11 | 42 |
| 3  | «Мотор»             | 18 | 13 | 1 | 4  | 27−9  | 40 |
| 4  | «Яруд»              | 18 | 12 | 3 | 3  | 37−14 | 39 |
| 5  | СК «Каховка»        | 18 | 10 | 3 | 5  | 32−24 | 33 |
| 6  | «Зірка»             | 18 | 9  | 3 | 6  | 30−19 | 30 |
| 7  | «Перемога»          | 18 | 3  | 2 | 13 | 9−42  | 11 |
| 8  | «Легіонер»          | 18 | 2  | 1 | 15 | 15−31 | 7  |
| 9  | «Дніпро-1-Борисфен» | 18 | 1  | 1 | 16 | 3−24  | 4  |
| 10 | «Кремінь-Юніор»     | 18 | 1  | 1 | 16 | 9−42  | 4  |

## Плей-оф

### 1/4 фіналу
Матчі відбулися 9 серпня 2020 року.
| Команда 1      | Рахунок | Команда 2           |
| -------------- | ------- | ------------------- |
| ОДЕК           | 6:0     | «Чернігів-Авангард» |
| «Вікторія»     | 2:0     | «Мотор»             |
| «Таврія»       | 0:1     | «ЛНЗ-Лебедин»       |
| ФК «Вовчанськ» | 1:4     | «Епіцентр»          |

### 1/2 фіналу
Жеребкування відбулося 10 серпня 2020 року, матчі — 13 серпня 2020 року.
| Команда 1  | Рахунок | Команда 2     |
| ---------- | ------- | ------------- |
| «Вікторія» | 2:1     | ОДЕК          |
| «Епіцентр» | 4:1     | «ЛНЗ-Лебедин» |

### Фінал
| 16 серпня 2020 17:00 +25 °C |

| «Епіцентр»                             | 4:4      | «Вікторія»                                     |
| -------------------------------------- | -------- | ---------------------------------------------- |
| Барбоза 4', 31' Раца 90+2' Івашко 110' | Протокол | Кузьмін 26', 66' Михайлюк 89' Без'язичний 105' |
|                                        | Пенальті |                                                |
| Стрільчук · Раца · Барбоза · Р.Кузів   | 1:3      | Цапій · Гранкін · Михайлюк · Чередніченко      |

| НТК ім. Баннікова, Київ Глядачів: 0 Арбітр: Олександр Сахно (Київська область) |

| Чемпіон України з футболу серед аматорів 2019—2020 |
| -------------------------------------------------- |
| «Вікторія» Вдруге                                  |